# Kuji
Kuji (Japans: 久慈市, Kuji-shi) is een havenstad aan de Grote Oceaan in de prefectuur Iwate in het noorden van Honshu, Japan. De stad heeft een oppervlakte van 633,14 km² en begin 2008 bijna 38.000 inwoners.

## Geschiedenis
Kuji werd op 3 november 1954 een stad (shi) na samenvoeging van de gemeentes Kuji en Osauchi plus de dorpen Okawame, Natsui, Samuraihama, Ube en Yamane.
Op 6 maart 2006 werd het dorp Yamagata aan Kuji toegevoegd.

## Verkeer
Kuji ligt aan de Hachinohe-lijn van de East Japan Railway Company en de Kitariasu-lijn van de Sanriku Railway Company.
Kuji ligt aan de Tohoku-autosnelweg en aan de autowegen 45, 281 en 395.

## Stedenband
Kuji heeft een stedenband met
- Franklin, Verenigde Staten van Amerika, sinds 1960;
- Klaipėda, Litouwen, sinds 1989.

## Geboren in Kuji
- Kyuzo Mifune (judoka)